# Robert Russell (villamosmérnök)
Robert Russell (becenevén: Bob Russell; szül.: 1958) amerikai villamosmérnök, aki jelentős részt vállalt a Commodore VIC-20 és a Commodore 64 kifejlesztéséből.

## Kezdetek
Bob az Iowai Egyetemre járt és 1979 májusában végzett villamosmérnökként. Oktatója ajánlotta be a MOS Technology-hoz, aki kapcsolatban állt Chuck Peddle-lel.

## Szakmai tevékenysége
Robert Russell először a Commodore 2040 floppymeghajtókkal kapcsolatos problémákon kezdett dolgozni. Eredményeire és munkabírására hamarosan felfigyelt maga Jack Tramiel is, akit ezek után elkísérhetett szakmai vásárokra. A Commodore PET soros adatátvitelével kapcsolatos problémák megoldására hamarosan már szoftverfejlesztési feladatokkal is megbízták és a VIC-20 kifejlesztéséhez vezető Vixen projekt kulcsfigurája lett.
Al Charpentier, Bob Yannes, majd később Bill Seiler feleltek az új alsókategóriás számítógép hardveréért, Russell pedig a KERNAL és a Microsoft BASIC 2.0 szoftveres implementálásáért. A VIC-20 projekt sikeres befejezése, a termék 1981-es bevezetése után rövid ideig ismét a Commodore számítógépek perifériáin dolgozott, IEEE-488 interfészen, modemen, memóriabővítéseken, de különösen a C64-es gépek perifériájaként sikeressé vált VC-1541 floppymeghajtó egység kifejlesztésén.
1981 őszén a Commodore belekezdett a VIC-20 utódának szánt magasabb piaci értékű számítógép kifejlesztésének VIC-40 munkanéven. Bob és Yannes kritikusak voltak a VIC-20 üzleti felhasználókat célzó fókuszán, ezért Charpentier és Charles Winterble támogatásával egy valóban olcsó dizájnt terjesztettek Jack Tramiel elé utód gyanánt. Tramiel kikötötte, hogy ezzel együtt is 64 KB memóriával kell rendelkeznie az új gépnek és véghatáridőnek 1982 januárt jelölte meg, a Consumer Electronics Showt.
A munkamegosztás hasonló volt, mint a VIC-20-nál, Al Charpentier (VIC-II chip), Charles Winterble (menedzser) és Bob Yannes (SID chip) hardvermérnökök mellett most is Bob Russellre bízták a rendszerprogramozás megoldását. Bob és mérnöktársai az év hátralévő részét, beleértve az ünnepeket is, túlórázással töltötték, de a végül Commodore 64-re keresztelt új termék átütő siker lett. Bob eredetileg - a VIC-20-ban alkalmazott BASIC 2.0-nál - fejlettebb BASIC-kel szerette volna ellátni a C64-et, de mivel nem volt elég hely a tervezett ROM-chipeken, Tramiel viszont költségminimalizálási okból újabbat nem engedett beépíteni, ezért maradt az addigra már elavult BASIC 2.0.
Charles Winterble távozása után Bobot főmérnöknek nevezték ki, majd 1983-ban rá hárult a feladat, hogy a távozók helyére új mérnökcsapatot toborozzon. Ő vette föl Bil Herdet és Dave Hayniet is a Commodore-hoz, akik a Bob által beindított Commodore 128 (C128) projekten kezdtek el dolgozni. Bob ezen kívül a 16-bites Commodore 900 munkaállomás kifejlesztésén is dolgozott Frank Hughes-szel és Shiraz Shivjivel.
Tramiel 1984 eleji távozása után a Commodore az addig elhanyagolt 16-bites technológiák felé fordult és Bob Russelt küldték a feltörekvő Amiga Corporation-höz, hogy felmérje és értékelje a "Lorraine" kódnéven előrehaladott állapotban lévő 16-bites számítógépet megvalósító projektjüket. Bobot meggyőzték a látottak, hogy ez lesz a jó irány és a jelentése nyomán nemcsak a félkész prototípust, hanem az egész Amiga-céget felvásárolták. Ő maga csak a technológiát javasolta megvásárolni és rögtön egy C64-utódot szeretett volna belőle kreálni, de nem hallgattak rá a Commodore vezetői. A később megjelent Amiga 500 megvalósította ezt és igazolta Bobot, de addigra már a versenytárs az Atari ST-vel felzárkózott hátrányából.
1985-ben az Amiga-felvásárlás és a romló termékértékesítés miatt a Commodore új vezetőre, Thomas Rattiganra bízta a pénzügyi konszolidációt, mely termékcsoportok és a személyi állomány leépítésével járt. Bob Russell volt az egyik utolsó régi Commodore-os mérnök, akit e megszorítások nyomán elbocsátottak, tekintet nélkül korábbi érdemeire.
Bob Russell ezután a Quadrant Internationalnál dolgozott vezető beosztásokban.

## Érdekesség
Máig tartja magát az a nézet, miszerint a 8-bites Commodore mikroszámítógépek rendszermagjának a neve (KERNAL) Bob Russelltől származik. A rendszermag neve az első időkben "kernel" volt, Bob azonban jegyzeteiben elírta "kernal"-nak, mely betűzés a VIC-20 programozói kézikönyvének későbbi összeállításakor megragadt.

## Fordítás
- Ez a szócikk részben vagy egészben  a   Robert Russell (Programmierer) című német Wikipédia-szócikk fordításán alapul.  Az eredeti cikk szerkesztőit annak laptörténete sorolja fel. Ez a jelzés csupán a megfogalmazás eredetét és a szerzői jogokat jelzi, nem szolgál a cikkben szereplő információk forrásmegjelöléseként.